# Карасевка (Ішимбайський район)
Карасе́вка (рос. Карасёвка, башк. Карасёвка) — присілок у складі Ішимбайського району Башкортостану, Росія. Входить до складу Ішеєвської сільської ради.
Населення — 70 осіб (2010; 91 в 2002).
Національний склад:
- росіяни — 87%